# Mechagodzilla
Mechagodzilla (メカゴジラ Mekagojira?) es el nombre de varios personajes de ficción de diversas películas en la serie de Godzilla, el primero de ellos introducido en Godzilla vs. Mechagodzilla, de 1974. Se trata de un daikaiju mecánico, doppelgänger de Godzilla y uno de los más populares kaiju de Tōhō.

## Era Showa
El primer Mechagodzilla fue creado como un arma de destrucción por una raza alien similar a simios, conocida como los aliens del planeta 3 del agujero negro (Black Hole Planet 3 Aliens). 
Apareció por primera vez con una cubierta externa de pseudo-carne, disfrazado como el verdadero Godzilla durante los ataques contra Japón en Godzilla vs Mechagodzilla. Tuvo primero un enfrentamiento con Anguirus, y al poco tiempo el verdadero Godzilla apareció, exponiendo la forma metálica y mejorada de su enemigo e iniciando una batalla haciendo sangrar a Godzilla descontroladamente. Godzilla con su habilidad de magnetismo, junto con King Caesar, venció a Mechagodzilla.
Los alienígenas lo reconstruyeron para atacar nuevamente la Tierra en Mechagodzilla no Gyakushū un año más tarde. Esta raza decidió utilizar a Mechagodzilla junto con el dinosaurio acuático Titanosaurus, controlado por el científico loco terrestre Shinzo Mafune. El tejido cerebral de su hija Katsura fue utilizado para mejorar a Mechagodzilla. 
Luego del combate Titanosaurus fue ahuyentado por un helicóptero con ondas supersónicas que lo hicieron correr espantado, quedando Mechagodzilla solo, y después Katsura se sacrificó para detener a Mechagodzilla, el cual fue finalmente destruido por el aliento atómico de Godzilla.
Esta versión de Mechagodzilla no Gyakushū fue evaluada como el número 15 de los 50 mejores robots de películas por The Times, superando a otros populares, como C-3PO de Star Wars, T-1000 de Terminator 2: el juicio final, y Optimus Prime de Transformers. De acuerdo con G-Fan Magazine, el primer Mechagodzilla es uno de los mayores enemigos de Godzilla.

### Arsenal
El Mechagodzilla de la era Showa tiene una armadura de una misteriosa aleación conocida como «titanio espacial». También está equipado con una cantidad asombrosa de armas y unos poderosos misiles. 
Mechagodzilla puede disparar un láser similar a un arco iris, capaz de igualar el verdadero aliento atómico de Godzilla. Su cabeza puede girar 360 grados, permitiéndole defenderse de ataques traseros. La cabeza de Mechagodzilla también es capaz de generar un campo de fuerza cilíndrico alrededor de su cuerpo. Estando disfrazado de Godzilla, Mechagodzilla podía disparar un rayo de calor de la boca similar al verdadero aliento atómico de Godzilla, salvo que en lugar de azul, en color amarillo. Tras la destrucción del disfraz, Mechagodzilla nunca utilizó el arma de nuevo. 
La variante Showa también está equipada con misiles de gran alcance en sus dedos, rodillas, e incluso los dedos de los pies. Estos misiles pueden explotar en contacto con su objetivo o alojarse en un enemigo de carne como dardos. Situada bajo una trampilla en el pecho de Mechagodzilla hay un arma parecida a un cañón que dispara un rayo de color naranja con energía suficiente para cortar una montaña por la mitad. El Mechagodzilla de la era Showa no es muy bueno en combate, como puede apreciarse cuando es completamente sometido por King Caesar. Mechagodzilla 2 fue capaz de aumentar la velocidad de los misiles de sus manos con la rotación rápida de estas y también puede disparar un rayo desde su cuello cuando su cabeza fue arrancada. Usando cohetes en sus pies, puede volar a una velocidad de Match 5.

## Era Heisei
En la era Heisei, su primera aparición fue en Godzilla vs. Mechagodzilla II. Fue creado por el Centro de Contramedidas para Godzilla de las Naciones Unidas y controlado por su rama militar, G-Force, usando tecnología del futuro encontrada en los restos de Mecha-King Ghidorah. En Godzilla Island, fue creado por la G-Guard.
En 1993, Mechagodzilla fue utilizado para repeler a Godzilla, el cual emergió buscando a su cría. Aunque en principio parecía haberlo vencido, tras un contraataque Mechagodzilla quedó inutilizado. Se utilizó luego a la cría de Godzilla como carnada para un segundo ataque, pero entonces intervino Rodan. Mechagodzilla fue rehabilitado y junto con la nave de batalla Garuda, repelió al monstruo. Al llegar Godzilla, ocurrió un nuevo enfrentamiento en el que Garuda y Mechagodzilla tuvieron que combinarse, formando a Super Mechagodzilla, el cual logró vencer finalmente al monstruo. Sin embargo, Rodan, agonizante, logró cederle su fuerza vital sacrificándose, con la cual Godzilla destruyó y derritió a su oponente y se retiró junto con su cría al océano.

### Arsenal
Tiene una armadura de placas de una aleación llamada NT-1, recubierta por una capa de diamante artificial que le permite absorber la energía del Aliento Atómico de Godzilla y redirigirla a su arma principal, la Granada de Plasma, ubicada en su abdomen. Mechagodzilla es también capaz de absorber la energía del haz de calor de Rodan. Puede lanzar láseres de sus ojos y rayos de su boca. Puede disparar misiles tranquilizantes de sus caderas, misiles paralizantes de los hombros, y los cables de sus muñecas pueden transmitir una poderosa descarga eléctrica en su oponente. Además, es capaz de combinarse con la nave Garuda, sumando su poder de fuego. En adaptaciones en cómic, es capaz de lanzar sus brazos y un dispositivo desde su frente.

## Era Millennium
En la era Millennium, Mechagodzilla es llamado Kiryu (機龍 'Kiryū'?), que significa Dragón máquina o «MFS‑3» («Multipurpose Fighting System Type‑3»). Fue construido a partir de los restos del Godzilla original de 1954, y reanimado por la Anti-Megalosaurus Force. En Godzilla: The Half-Century War, Kiryu es una versión mejorada del Mechagodzilla de la Era Heisei, hecho luego de estudiar la estructura esquelética de Godzilla, con pedazos de su piel en su armadura.
Fue creado para enfrentarse a Godzilla en su nuevo ataque en 2002, luego del ocurrido en 1954. En 2002 ambos se enfrentaron, pero Kiryu no pudo hacer mucho. Súbitamente recuperó memorias del monstruo original por sus células espinales, y tuvo un ataque de locura, que en vez de matar a Godzilla fue a destruir la ciudad, hasta que su fuente de energía se agotó. En un segundo ataque de Godzilla, Kiryu logró hacerle frente pero su fuente de poder se volvió a agotar. Su piloto, Akane Yashiro, tomó control manual, y le lanzó el cero absoluto a Godzilla, ahuyentándolo y quedando muy herido.
Un año después, las hadas gemelas de Mothra aparecieron para advertir que Kiryu era una violación del orden natural y que Mothra podría defender voluntariamente a Japón, pero los humanos rechazaron la propuesta. Godzilla se enfrentó a Mothra y Kiryu, siendo la primera muerta y el segundo dañado. En la siguiente batalla, Kiryu se alió con una larva hermana de Mothra, y luego del enfrentamiento, Mechagodzilla en ese momento empezando a ser controlado por godzilla 1954 lanzó a su contraparte al océano con él, venciéndolo.

### Arsenal
A diferencia de las otras versiones, este Mechagodzilla tiene partes orgánicas, incluyendo el esqueleto del Godzilla original. Es capaz de usar su cola como arma, y tiene mucha agilidad. Es capaz de lanzar cohetes y misiles guiados, y cuenta con cañones de láseres en sus brazos y máseres en su boca. Puede lanzar su pack de vuelo a su enemigo y detonarlo. En Tokyo S.O.S., utiliza hélices para volar. Cuenta con una hoja filosa en su muñeca derecha que puede dar descargar eléctricas. También puede colapsar su mano derecha en un taladro giratorio. Sin embargo agota sus reservas de energía rápido y éstas deben ser repuestas. Su arma más poderosa es el Cañón de Cero Absoluto que congela y causa un gran daño a su oponente. En la segunda película, este es reemplazado por el Cañón Triple de Hiper Máseres. Su debilidad son las memorias del Godzilla original que surgen cuando Kiryu oye el rugido de Godzilla. Además, sus reservas limitadas de energía son otro inconveniente.

## Era Legendary
Esta versión de Mechagodzilla apareció en Godzilla vs. Kong y fue creada por APEX Cybernetis. Su principal función era destruir a Godzilla por el peligro que representaba a APEX y la Humanidad (según el CEO de APEX, Walter Simmons) (en realidad Godzilla atacaba ciudades para eliminarlo ya que las bases de APEX y el mecha estaban ocultas en estas ciudades) tenía suficiente fuerza para derrotarlo, pero su energía era gastada fácilmente con sus ataques. Finalmente, Mechagodzilla recibe energía conseguida en la Tierra Hueca. Pero este cae bajo control de un remanente de la conciencia de Ghidorah, convirtiéndose en la reencarnación del antiguo rey de los monstruos,y matando a su creador en el proceso y provocando destrucción a su paso y buscando venganza contra Godzilla. Demuestra su superioridad en combate, pero cuando casi derrota a Godzilla, Kong se une a la pelea para ir en su contra. Con mayor esfuerzo logra imponerse de nuevo, pero un sabotaje en sus sistemas provocan que su armamento deje de funcionar, perdiendo su ventaja y siendo ejecutado por Kong.

### Arsenal
El Mechagodzilla versión de Legendary tiene en su arsenal varias armas, este mecha tiene un exoesqueleto mecánico que le permite aguantar varios golpes estas son algunas de las armas del mecha, aunque si un Kaiju de la especie de Godzilla le dispara al hacha de Kong, con el aliento atómico esta arma será capaz de atravesar e incluso matar al mecha 
Grito de protones. Esta es una variante del aliento atómico de color rojo, que al parecer es superior como se nos muestra en la película cuando lo uso para partir a un Skullcrawler a la mitad o cuando el y Godzilla chocaron el aliento atómico y el grito de protones demostrando que el grito de protones es superior. Mechagodzilla demostró tener en la película unas pinzas en su cola que el podía convertir en un taladro capaz de matar titanes/kaijus de un solo ataque como vimos en la película cuando casi mata a Kong, Mechagodzilla también es capaz de hacer puños cohetes, aunque tiene dos tipos uno de ellos es cuando sus puños se vuelven azules eso le permite dañar gravemente a su objetivo ya que puede usarlo seguido y el otro es como pudimos ver en la película que le salen cohetes por la espalda, permitiéndole saltar a una gran altura y a la vez ser capaz de dañar gravemente a su objetivo, aunque una desventaja del segundo puño cohete es que solo puede usarlo unas cuantas veces.   
Mechagodzilla tiene lanzamisiles en sus hombros, en el juego Pubg: mobile, Mechagodzilla ha demostrado tener unos drones para poder atacar de todos lados a sus objetivos, esto aún no está asegurado si lo puede hacer en la película

## Otras versiones
Otros personajes similares a Mechagodzilla son:
- Machine G, un mecha que aparece en el manga Godzilla, King of the Monsters de Kodansya.
- Cybersaur, un dinosaurio mecánico que aparece en el cómic de Dark Horse Godzilla, King of the Monsters.
- Berserk, un mecha que iba a aparecer en la película cancelada de 1993 Godzilla vs. Berserk.

## Apariciones en videojuegos
Era Showa:
- Gojira-Kun.
- Godzilla: Monster of Monsters.
- Godzilla (Gameboy).
- Battle Soccer.
- Kaiju-Oh Godzilla.
- Godzilla (Arcade)
- Super Godzilla (versión estadounidense solamente).
- Godzilla: Battle Legends.
- Godzilla: Monster War.
- Godzilla: Archipelago Shock.
- Godzilla Movie Studio Tour.
- Godzilla Trading Battle.
- Godzilla Generations.
- Godzilla Generations: Maximum Impact.
- Godzilla: Unleashed (versión Wii únicamente).
- Godzilla Unleashed: Double Smash.
- Godzilla: The Game.
- Godzilla: Kaiju Collection.
- Ace Combat Infinity.

Era Heisei:
- Godzilla (Arcade) (desguazado).
- Kaiju-Oh Godzilla.
- Super Godzilla (versión japonesa únicamente).
- Godzilla: Battle Legends.
- Godzilla: Monster War.
- Godzilla: Archipelago Shock.
- Godzilla: Giant Monster March.
- Godzilla Trading Battle.
- Godzilla: Domination! (versión norteamericana solamente).
- Godzilla: Destroy All Monsters Melee.
- Godzilla: Save the Earth.
- Godzilla: Unleashed.
- Godzilla: The Game.
- Godzilla: Kaiju Collection.

Era Millennium:
- Godzilla: Domination! (versión japonesa solamente).
- Godzilla: Destroy All Monsters Melee (versiones Xbox y GameCube japonesas solamente).
- Godzilla: Save the Earth.
- Godzilla: Unleashed (Wii y PlayStation 2).
- Godzilla Unleashed: Double Smash.
- Godzilla: Pachislot Wars.
- CR Godzilla: Descent of the Destruction God.
- Godzilla On Monster Island.
- Godzilla: The Game.
- Godzilla: Kaiju Collection.
- Godzilla: Fortnite